# Nonianus gaujoni
Nonianus gaujoni är en spindelart som beskrevs av Simon 1897. Nonianus gaujoni ingår i släktet Nonianus och familjen jättekrabbspindlar.
Artens utbredningsområde är Ecuador. Inga underarter finns listade i Catalogue of Life.